# Yigal Amir
Yigal Amir (hebraisk: יגאל עמיר) (født 23. maj 1970 i Herzliya, Israel) er en israelsk højreekstremist og morder, der dræbte landets regeringschef Yitzhak Rabin under et fredsmøde 4. november 1995. 
Amir blev idømt fængsel på livstid samt 14 års fængsel for drabet, samt for at have konspireret om at begå mordet sammen med sin bror og for at have såret Rabins livvagt Yoram Rubin. Efter anholdelsen fortalte han, at han ved to tidligere lejligheder havde båret våben med den hensigt at dræbe Rabin, samt at Shimon Peres var nummer to på hans dødsliste. Årsagen til ønsket om at dræbe Rabin var politisk; Amir var stærk modstander af Oslo-aftalen.
Han afsoner sin straf i Ayalon-fængslet og har aldrig udtrykt anger over mordet.
1. ↑  Navnet er anført på engelsk og stammer fra Wikidata hvor navnet endnu ikke findes på dansk.
2. ↑  Navnet er anført på engelsk og stammer fra Wikidata hvor navnet endnu ikke findes på dansk.
3. ↑  Navnet er anført på engelsk og stammer fra Wikidata hvor navnet endnu ikke findes på dansk.
4. ↑  Navnet er anført på engelsk og stammer fra Wikidata hvor navnet endnu ikke findes på dansk.